# Come on Over (Plain White T's)
Come On Over è l'album di debutto del gruppo pop punk statunitense Plain White T's.

## Tracce
1. Skinny Dipping – 2:49
2. Behind – 2:18
3. Kitty Kat Shirt – 2:56
4. All Dressed Up – 3:08
5. Maybe Another Day – 2:18
6. Cinderella Story – 4:36
7. I-88 – 4:00
8. Come On Over – 3:40
9. Aud. – 2:23
10. Round 2 – 3:30
11. Show Your Face – 2:54
12. Rave – 2:31
13. Comin' With the Quickness – 3:07
14. Go Back – 8:14